# Моложів (Соколівський повіт)
Моложів (підл. Моложево/Mołoževo, пол. Mołożew-Wieś) — село в Польщі, у гміні Яблонна-Ляцька Соколовського повіту Мазовецького воєводства. Село розташоване на низині при річці Буг, недалеко від стародавнього города Дорогичина. Відстань до Варшави 106 км, до кордону з Білоруссю 50 км. Населення — 200 осіб (2011).

## Історія
За даними етнографічної експедиції 1869—1870 років під керівництвом Павла Чубинського, у селі переважно проживали греко-католики, які розмовляли українською мовою.
У 1975—1998 роках село належало до Седлецького воєводства.

## Демографія
Демографічна структура станом на 31 березня 2011 року:
|          | Загалом | Допрацездатний вік | Працездатний вік | Постпрацездатний вік |
| -------- | ------- | ------------------ | ---------------- | -------------------- |
| Чоловіки | 100     | 19                 | 69               | 12                   |
| Жінки    | 100     | 21                 | 53               | 26                   |
| Разом    | 200     | 40                 | 122              | 38                   |

## Галерея

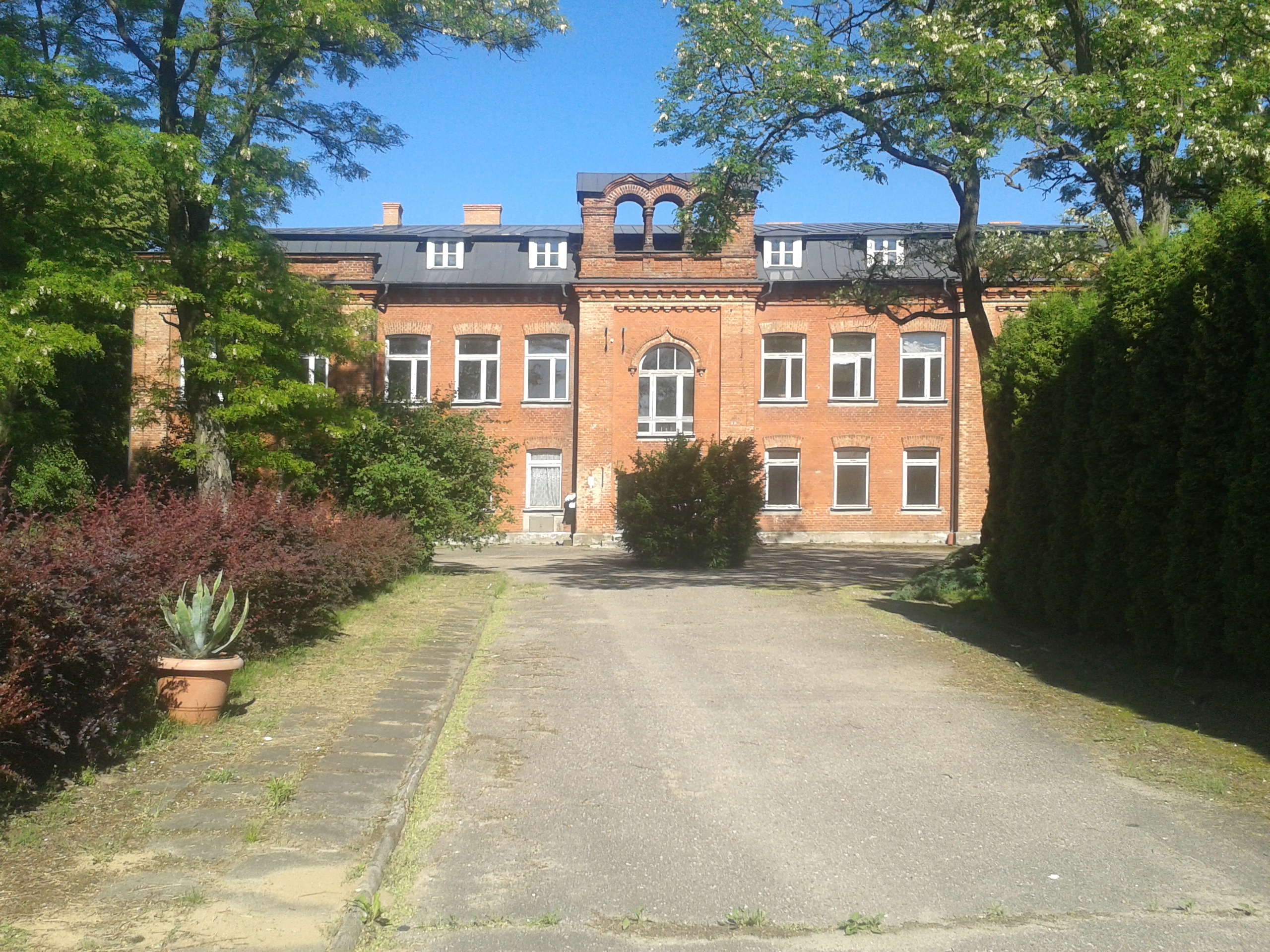
Монастириська школа
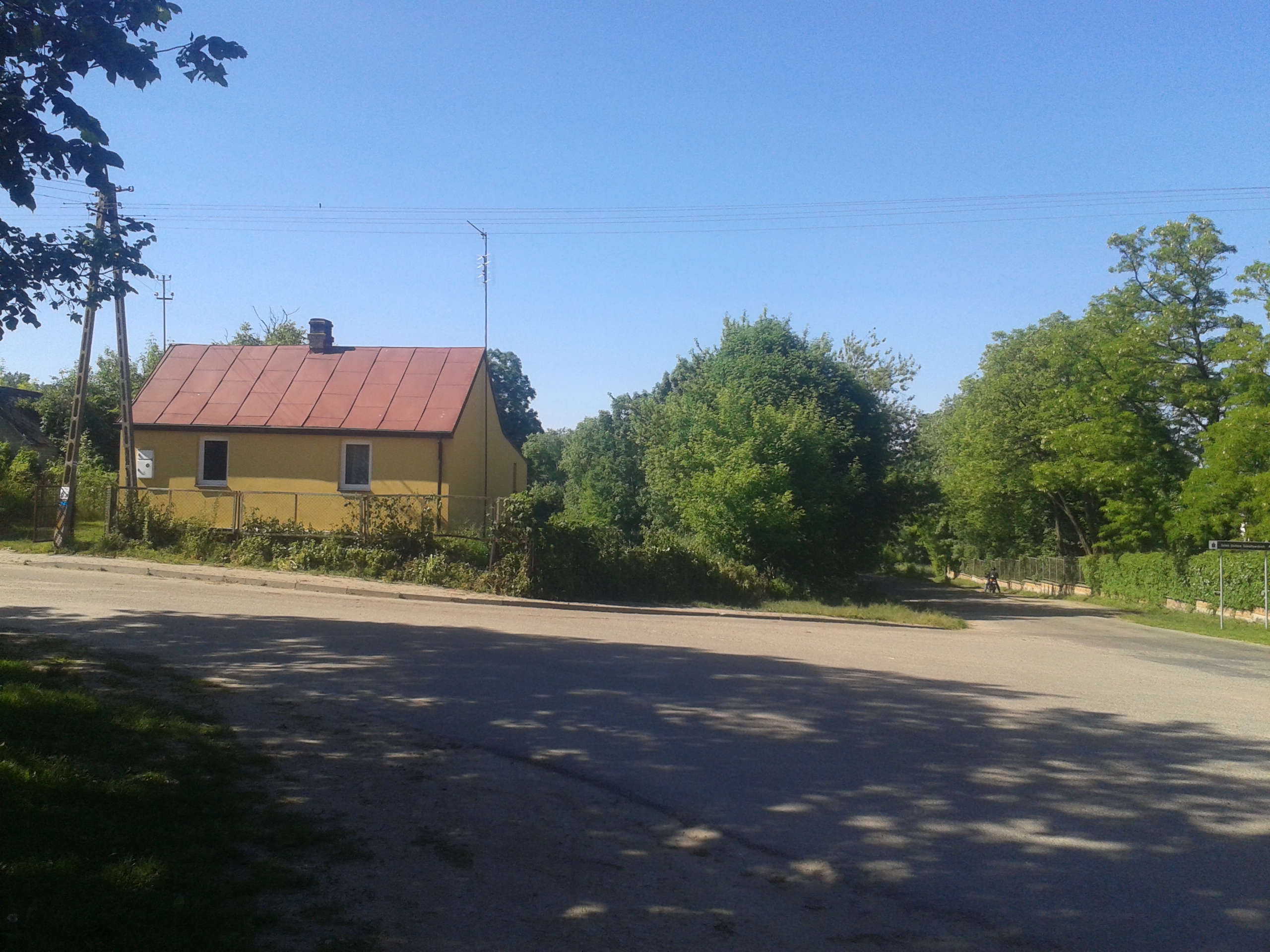
Дорога